# Миславський потік
Миславський потік (словац. Myslavský potok) — річка в Словаччині, права притока Горнаду, протікає в округах Кошиці-околиця; Кошиці II; Кошиці IV.
Довжина приблизно 19,5-20,5 км. Витік знаходиться в масиві Воловські гори (схил гори Предне голіско) на висоті близько 760 метрів. Впадають Чічковський потік і Врбіца. Протікає територією сіл Гилів; Нижній Клатов і міста Кошиці — частини Мислава; Лунік IX; Юг; Барца та Над Озером..
Впадає в Горнад на висоті близько 190 метрів.